# Morató
Pour les articles homonymes, voir Morato.
Morató est une ville de l'Uruguay située dans le département de Paysandú. Sa population est de 252 habitants.

## Géographie
Morató est située près de la ville de Guichón et à 145 km de la capitale du département, la ville de Paysandú.

## Population
| Année | Population |
| ----- | ---------- |
| 1963  | 243        |
| 1975  | 201        |
| 1985  | 126        |
| 1996  | 228        |
| 2004  | 252        |

Référence,: